# Hudimesnil
Hudimesnil is een gemeente in het Franse departement Manche (regio Normandië). De gemeente maakt deel uit van het arrondissement Coutances. Hudimesnil telde op 1 januari 2022 926 inwoners.

## Geografie
De oppervlakte van Hudimesnil bedroeg op 1 januari 2022 18,68 vierkante kilometer; de bevolkingsdichtheid was toen 49,6 inwoners per km².

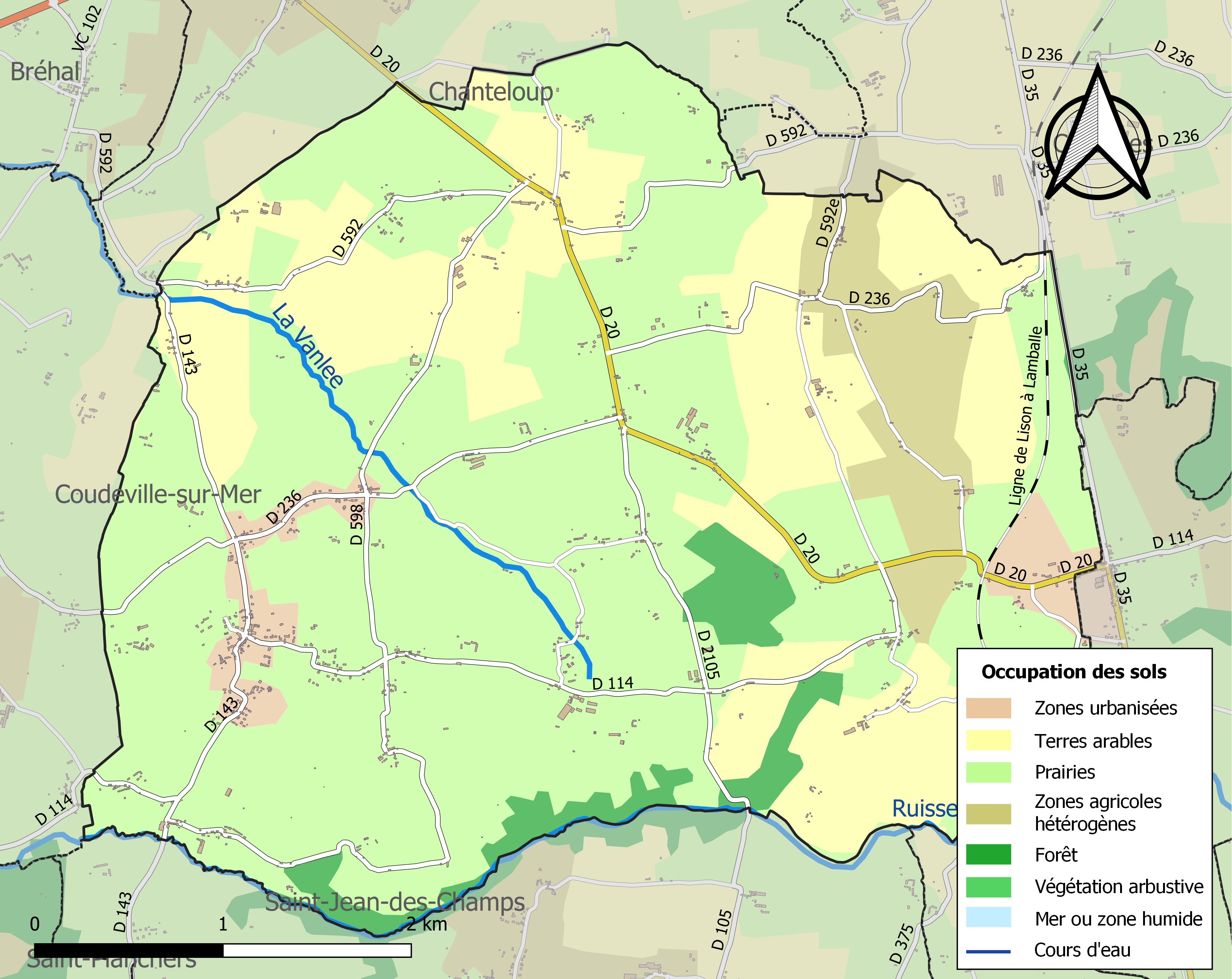
Kaart van de gemeente met de belangrijkste infrastructuur, bodemgebruik en omliggende gemeenten

## Demografie
Onderstaande figuur toont het verloop van het inwonertal (bron: INSEE-tellingen).